# نادیه السقاف
نادیه عبدالعزیز السقاف (عربی: نادية عبد العزيز السقاف‎؛ زادهٔ ۸ مارس ۱۹۷۷) یک وزیر و سیاستمدار سابق یمنی است. او از سال ۲۰۰۵ تا ۲۰۱۴ سردبیر روزنامه یمن تایمز بود و پس از آن اولین وزیر زن اطلاعات یمن شد. السقاف در سال ۲۰۱۵ پس از کودتای حوثی‌ها در یمن از کشور فرار کرد و در حال حاضر به عنوان یک پژوهشگر مستقل در حوزه‌های سیاست، رسانه، توسعه و مطالعات جنسیت در بریتانیا فعالیت می‌کند. در سال ۲۰۱۱، السقاف در یک سخنرانی تد با عنوان «یمن را از دریچهٔ چشمان من ببینید» شرکت کرد که بیش از ۳ میلیون بازدید داشت.

## اوایل زندگی و تحصیلات
السقاف در مارس ۱۹۷۷ از عزیزه و عبدالعزیز السقاف به دنیا آمد. پدر او استاد اقتصاد در دانشگاه صنعا، بنیان‌گذار سازمان عربی حقوق بشر و مؤسس روزنامه یمن تایمز در سال ۱۹۹۰ بود. او دو برادر و یک خواهر دارد.
السقاف دارای کارشناسی مهندسی در علوم رایانه از مؤسسه فناوری بیرلا در هند، کارشناسی ارشد مدیریت سیستم‌های اطلاعات از دانشگاه استرلینگ در بریتانیا و دکترای علوم سیاسی از دانشگاه ردینگ است. او عضو دانشجویی عفو بین‌الملل بود.

## حرفه
السقاف به عنوان تحلیل‌گر سیستم‌ها در مرکز مشاوره و سیستم‌های کارشناسان عرب کار کرد. او در ژوئیه ۲۰۰۰ به عنوان مترجم و خبرنگار به یمن تایمز پیوست. این روزنامه اولین روزنامه مستقل انگلیسی زبان کشور است و در سال ۱۹۹۱ توسط پدرش تأسیس شد. پدرش در سال ۱۹۹۹ پس از تصادف با ماشین جان باخت، اگرچه السقاف و برادرش معتقدند که او به دلیل مخالفت با رژیم رئیس‌جمهور علی عبدالله صالح ترور شده است. او در سپتامبر ۲۰۰۰ به عنوان دستیار سردبیر منصوب شد.
السقاف در سال ۲۰۰۳ در برنامه بشردوستانه آکسفام شرکت کرد. در مارس ۲۰۰۵، او سردبیر روزنامه یمن تایمز شد. در سال ۲۰۱۱، در جریان بهار عربی در یمن، السقاف و کارکنانش در تظاهراتی شرکت کردند که خواستار برکناری صالح بودند و نقش قابل توجهی در گزارش انقلاب یمن به جهانیان داشتند. السقاف عضو سندیکای روزنامه‌نگاران یمنی و سندیکای بین‌المللی روزنامه‌نگاران است. او مدافع حقوق زنان است، و با موفقیت خبرنگاران زن را برای ایجاد توازن جنسیتی در بین کارکنان روزنامه جذب کرد و مقالاتی در مورد ختنه زنان منتشر کرد.
در سال ۲۰۱۲، او رادیو یمن تایمز، یک ایستگاه رادیویی اف‌ام را راه‌اندازی کرد که اولین پلتفرم عمومی آزاد برای ابراز عقیده در یمن بود و به عنوان جایگزینی برای رسانه انحصاری دولتی، روزانه ده ساعت برنامه پخش می‌کرد. در سال ۲۰۱۴، او رادیو لانا را، که اولین رادیوی اجتماعی در جنوب یمن بود، تأسیس کرد.
السقاف در سال ۲۰۱۴ به عنوان وزیر اطلاعات تحت نخست‌وزیری خالد بحاح منصوب شد. در ۲۰ ژانویه ۲۰۱۵، هنگامی که نیروهای حوثی پایتخت را تصرف کردند و کنترل تمام رسانه‌ها را به دست گرفتند، السقاف در توییتر گزارش کودتا را منتشر کرد. او بعداً گفت: «من بیشتر شبیه یک خبرنگار بودم تا وزیر اطلاعات. در آن زمان نمی‌ترسیدم، اما بعداً که به پیامدهایش فکر کردم، ترسیدم. نام من همه جا بود. فقط در یک روز بیش از ۲۰٬۰۰۰ دنبال‌کننده جدید در توییتر داشتم.» در ماه مه ۲۰۱۵، السقاف به عنوان عضوی از دولت شناخته‌شده بین‌المللی یمن که برای بازگرداندن رئیس‌جمهور عبدربه منصور هادی به قدرت تلاش می‌کرد، در ریاض در تبعید زندگی می‌کرد.
السقاف مدیر انجمن توسعه یمن در قرن ۲۱ است که یک سازمان غیردولتی مستقر در صنعا است.
در سال ۲۰۲۰، او بنیان‌گذار جنبش آشتی ملی شد و در سال ۲۰۲۱، او سازمان اتحاد یمن را تأسیس کرد، سازمانی که برای دسترسی مقرون‌به‌صرفه و برابر به اینترنت در یمن فعالیت می‌کند. او به عنوان نایب رئیس کمیته ملی مسئول نظارت بر اجرای نتایج کنفرانس گفتگوی ملی خدمت می‌کند.
السقاف در زمینه‌های سیاست، رسانه و توسعه آثاری منتشر کرده است. او همچنین مجموعه‌ای از کتاب‌ها دربارهٔ تجربیات زنان یمنی به عنوان کاندیداهای انتخاباتی منتشر کرده که به زبان‌های عربی و انگلیسی در دسترس است. سخنرانی تد او تحت عنوان یمن از دید من یکی از معروف‌ترین ویدیوها دربارهٔ یمن است که به ۳۴ زبان ترجمه شده است.

## جوایز و افتخارات
السقاف اولین دریافت‌کننده جایزه جبران توینی در سال ۲۰۰۶ بود که توسط انجمن جهانی روزنامه‌ها و ناشران اخبار و روزنامه النهار در بیروت به او اهدا شد. او در همان سال به نمایندگی از یمن تایمز، جایزه پیشگامان رسانه آزاد را از انستیتوی بین‌المللی مطبوعات در وین دریافت کرد. در سال ۲۰۱۳، او جایزه اوسلو تجارت برای صلح را دریافت کرد، جایزه‌ای که توسط برندگان جایزه نوبل در اقتصاد و صلح به رهبرانی از بخش خصوصی که «تغییرات تحول‌آفرین و مثبت را از طریق شیوه‌های اخلاقی تجارت نشان داده‌اند» اعطا می‌شود. او توسط بی‌بی‌سی به عنوان یکی از «۱۰۰ زن که جهان را تغییر دادند» در سال ۲۰۱۳ شناخته شد. همچنین در سال ۲۰۱۵، مجمع جهانی اقتصاد او را به عنوان یکی از رهبران جوان برجسته جهان معرفی کرد.